# Pat McKay

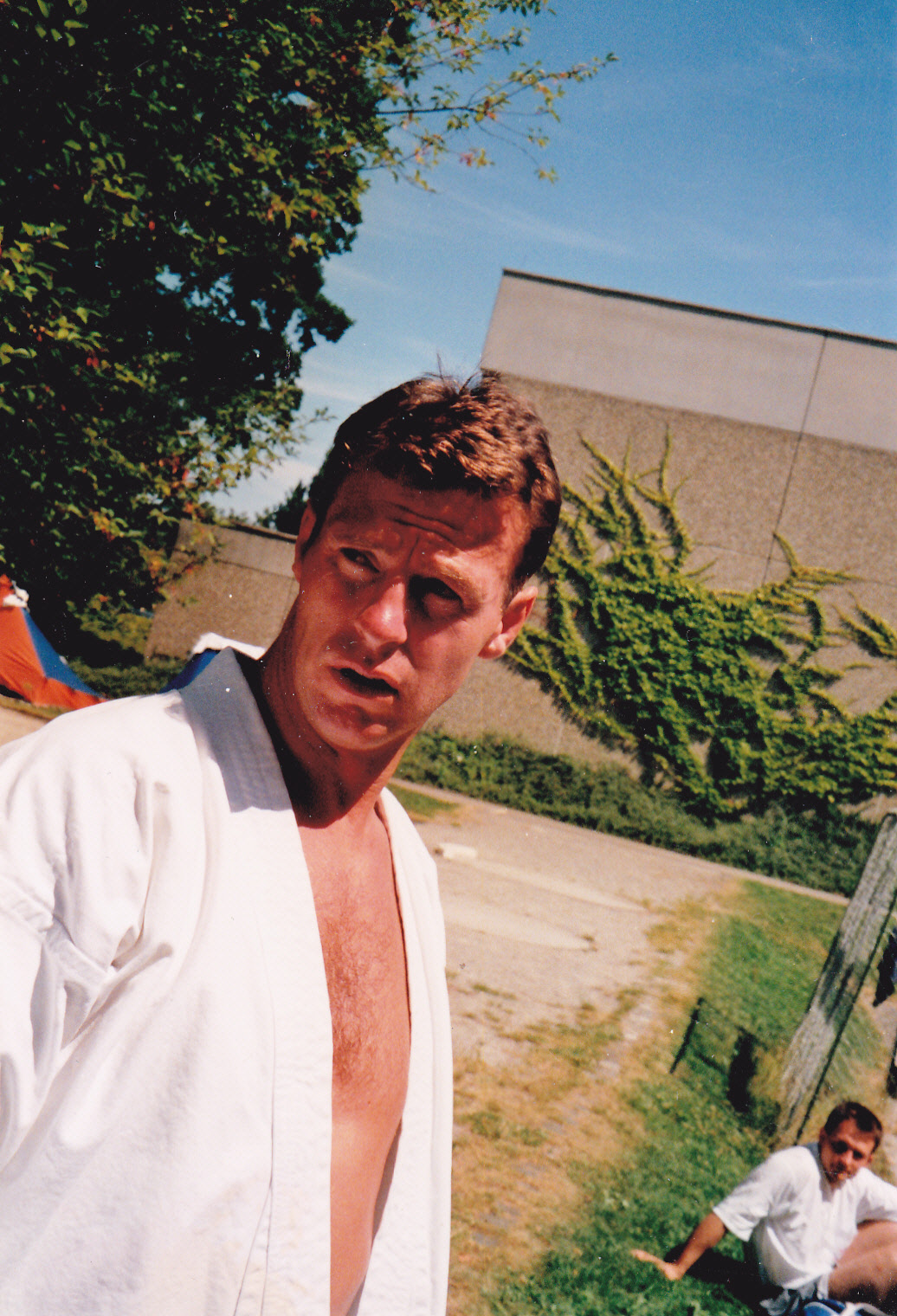
Pat McKay im August 1990

Patrick James McKay (* 29. Mai 1957 in Kilmarnock, Schottland) ist ein schottischer Karateka. Er wurde 5-facher Karate-Weltmeister der WUKO, 4-facher Europameister der EKU und 13-facher schottischer Meister seiner Disziplin. Er ist Träger des 6. Dan Shuko-Kai.

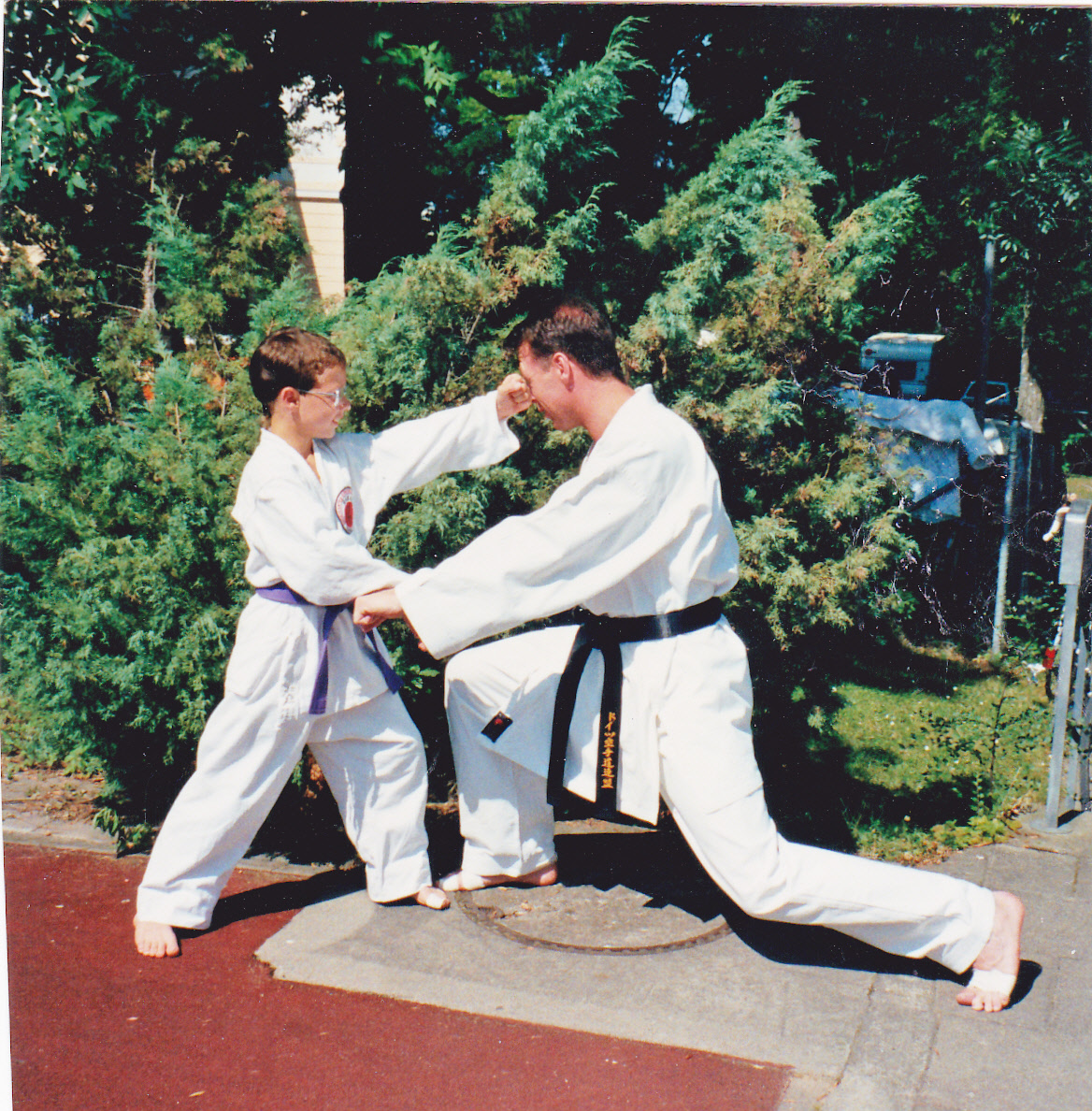
Pat McKay beim Randori.

## Werdegang
Pat McKay begann 1972 in Glasgow mit dem Karatetraining. Er erlernte den Shuko-Kai-Stil bei Kimura und Tani, den beiden Chefinstruktoren des Shuko-Kai, die sich zu der Zeit in Schottland bei Thommy Morris aufhielten. 1978 startete er erstmals bei einer Europameisterschaft in Genf. Da er gerade erst den 4. Kyū hatte, wurde er hoffnungslos geschlagen. 1980 belegte er dann mit dem Team von Großbritannien den 7. Rang bei den Weltmeisterschaften in Madrid. Eine Achillessehnenoperation zwang ihn 1981, mit dem Training auszusetzen. Den Höhepunkt seiner Karriere bildeten die Jahre 1982 bis 1987. Hier dominierte er die Gewichtsklasse bis 80 kg. Besonders erfolgreich war er im Jahr 1984. Hier wurde er im gleichen Jahr Weltmeister mit dem Team aus Großbritannien und Europameister mit dem Team aus Schottland.
Ab 1984 wurde er von dem zweimaligen Europameister David Coulter unterrichtet. Später trainierte er unter Profi-Bedingungen entweder alleine oder mit Trainingspartnern wie Tommy Burns oder Geoff Thompson.
Um sich auf Welt- oder Europameisterschaften vorzubereiten, trainierte Pat McKay bis zu fünf Stunden täglich. Um dieses Pensum zu bewältigen, gab er seine Arbeitsstelle als Mechaniker für Druckinstrumente auf einer Bohrinsel auf und konzentrierte sich ausschließlich auf das Karate. Nach seiner aktiven Laufbahn kam er auch vorübergehend nach Ravensburg, wo er mit Toni Dietl (World-Games-Sieger 1989) und mit Günter Mohr (Vize-Weltmeister von 1977) trainierte. Zu dieser Zeit entstanden auch verschiedene Karate-Lehrfilme. Dadurch ist er vor allem in Süddeutschland bekannt geworden. Er war der Erste, der einen flexiblen, auf das Shobu-Sanbon (Kampf auf 6 halbe Punkte) ausgerichteten Karatestil in Deutschland populär machte. Obwohl für ihn der gegenseitige Respekt selbstverständlich war, wurde sein moderner Karatestil von traditionellen Karatekas teilweise abgelehnt. Pat McKay veränderte auch den Kiai und brachte das Uschaa nach Deutschland. Im Jahr 2016 hat er vor einer Prüfungskommission unter Vorsitz von Toni Dietl seinen 6. Dan abgelegt.
Heute lebt Pat McKay als Bauingenieur in Bukarest und Warschau.

## Sportliche Erfolge

### Weltmeisterschaften der WUKO
- WUKO-Weltmeisterschaft 1982 in Taipeh
  - 1. Platz Kumite Einzel bis 80 kg (Light Heavyweight)[11]
  - 1. Platz Kumite Mannschaft[12]
- WUKO-Weltmeisterschaft 1984 in Maastricht
  - 1. Platz Kumite Einzel bis 80 kg (Light Heavyweight)[13]
  - 1. Platz Kumite Mannschaft mit dem Team Großbritannien[14]
- WUKO-Weltmeisterschaft 1986 in Sydney
  - 2. Platz Kumite Einzel bis 80 kg (Light Heavyweight)[15]
  - 1. Platz Kumite Mannschaft[16]

### Europameisterschaften der EKU
- EKU-Europameisterschaft 1983 in Madrid
  - 1. Platz Kumite Mannschaft mit dem Team Großbritannien[17]
- EKU-Europameisterschaft 1984 in Paris
  - 1. Platz Kumite Mannschaft mit dem Team Schottland[18]
- EKU-Europameisterschaft 1987 in Glasgow
  - 1. Platz Kumite Einzel bis 80 kg (Light Heavyweight)[19]
  - 1. Platz Kumite Mannschaft mit dem Team Schottland[20]

### Landesmeisterschaften
Pat McKay ist 13-facher Schottischer Meister.

## DVD
Pat McKay hat auch an verschiedenen Karate-Lehrfilmen mitgearbeitet.
- DVD Karate Kampftechniken von G. Mohr und Pat McKay[21]